# 873
873 كانت سنة بسيطة تبدأ يوم الخميس حسب التقويم اليولياني.

## مواليد
- أردونيو الثاني ملك ليون

## وفيات
- بني موسى
- فضل البصرية
- الفيلسوف العربي يعقوب بن اسحاق الكندي. (ولد 805 م).
- إيفار الكسيح